# Get Sleazy Tour
El Get Sleazy Tour (estilizada como Get $leazy Tour) es la primera gira de conciertos mundial de la cantante estadounidense Kesha, en apoyo de su primer EP Cannibal y su álbum debut Animal. 
Descrito por Kesha como "una divertida fiesta de baile ridículo", la gira comenzó el 15 de febrero de 2011 en Portland, Oregón, y terminó en el festival Rock in Rio el 29 de septiembre de 2011, alzándose como uno de los tours más rentables de 2011.

## Actos de apertura
- Beardo (América del Norte– Mangas 1, 2)
- 3OH!3 (Geneseo)[1]
- LMFAO (América del Norte – Mangas 3, 4, 5)[2]
- Spank Rock (América del Norte – Mangas 3, 4, 5)[2]
- Natalia Kills (Reino Unido – Manga 4)[2]

## Lista de canciones
| Norteamérica, Europa y São Paulo |
| --- |
| 1. «Sleazy» 2. «Take It Off" 3. «Fuck Him He's a DJ» 4. «Dirty Picture» 5. «Blow» 6. «Blah Blah Blah» 7. «Party at a Rich Dude's House» 8. «Backstabber» 9. «Cannibal» 10. «The Harold Song» 11. «C U Next Tuesday» 12. «Animal» 13. «Dinosaur» 14. «Grow a Pear» 15. «Your Love Is My Drug» 16. «Tik Tok» 17. Till the World Ends Encore 1. «We R Who We R» 2. «(You Gotta) Fight for Your Right (To Party!)» |

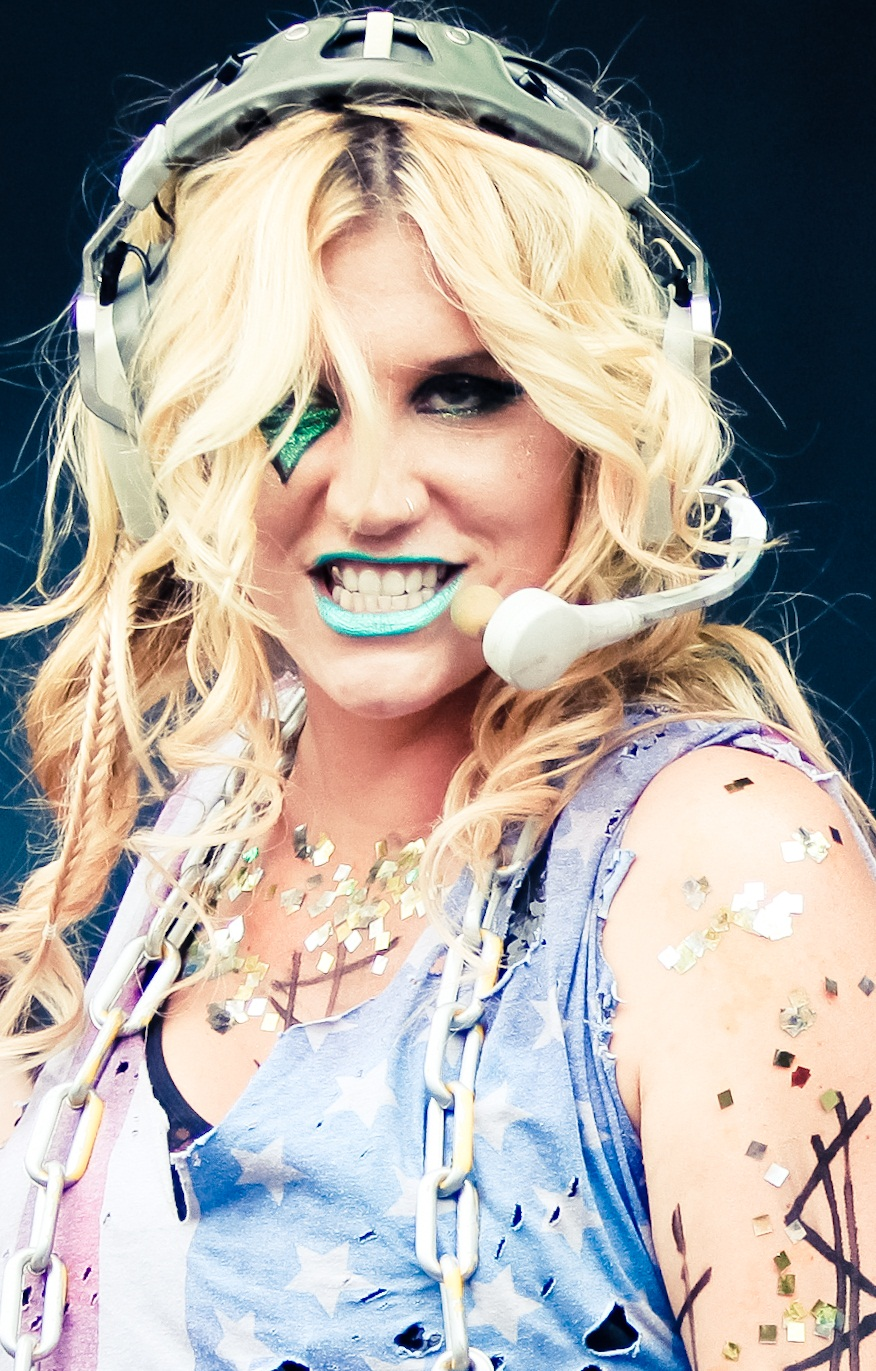
Kesha en el Get Sleazy Tour.

| Rock in Rio |
| --- |
| 1. «We R Who We R» 2. «Take It Off» 3. «Fuck Him He's a DJ» 4. «Blow» 5. «Blah Blah Blah» 6. «Party at a Rich Dude's House» 7. «Backstabber» 8. «Cannibal» 9. «Animal» 10. «Your Love Is My Drug» 11. «Dinosaur» 12. «Tik Tok» 13. Hold It Against Me |

## Fechas de la gira

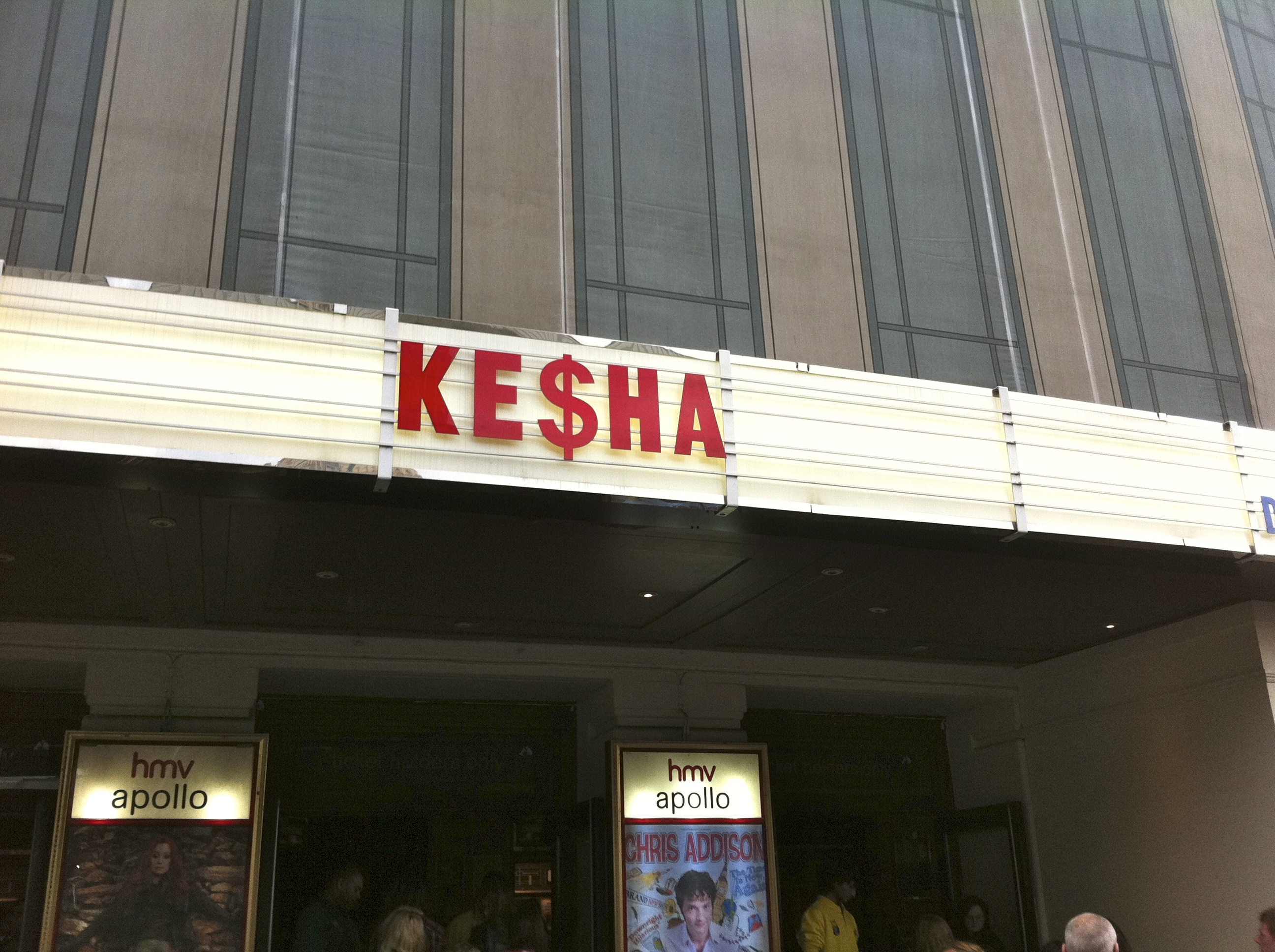
Marquesina del HMV Hammersmith Apollo en Londres anunciando el concierto de Ke$ha

| Norteamérica             |                          |                |                                       |
| 15 de febrero de 2011    | Portland                 | Estados Unidos | McMenamins Crystal Ballroom           |
| 16 de febrero de 2011    | Seattle                  | Estados Unidos | Showbox SoDo                          |
| 18 de febrero de 2011    | Salt Lake City           | Estados Unidos | The Great Saltair                     |
| 19 de febrero de 2011    | Denver                   | Estados Unidos | Fillmore Auditorium                   |
| 20 de febrero de 2011    | Kansas City              | Estados Unidos | Uptown Theater                        |
| 22 de febrero de 2011    | St. Louis                | Estados Unidos | Pageant Nightclub                     |
| 24 de febrero de 2011    | Chicago                  | Estados Unidos | House of Blues                        |
| 25 de febrero de 2011    | Mount Pleasant           | Estados Unidos | McGuirk Arena                         |
| 26 de febrero de 2011    | Detroit                  | Estados Unidos | The Fillmore Detroit                  |
| Oceania                  |                          |                |                                       |
| 3 de marzo de 2011       | Brisbane                 | Australia      | Brisbane River Stage                  |
| 5 de marzo de 2011       | Ascot                    | Australia      | Doomben Racecourse                    |
| 6 de marzo de 2011       | Joondalup                | Australia      | Arena Joondalup                       |
| 7 de marzo de 2011       | Perth                    | Australia      | Challenge Stadium                     |
| 9 de marzo de 2011       | Melbourne                | Australia      | Festival Hall                         |
| 10 de marzo de 2011      | Sídney                   | Australia      | Hordern Pavilion                      |
| 12 de marzo de 2011      | Randwick                 | Australia      | Randwick Racecourse                   |
| 13 de marzo de 2011      | Flemington               | Australia      | Flemington Racecourse                 |
| 14 de marzo de 2011      | Adelaida                 | Australia      | Rymill Park                           |
| 16 de marzo de 2011      | Adelaida                 | Australia      | Adelaide Entertainment Centre         |
| Norteamérica             |                          |                |                                       |
| 3 de abril de 2011       | Geneseo                  | Estados Unidos | Kuhl Gymnasium                        |
| 5 de abril de 2011       | Fairborn                 | Estados Unidos | Nutter Center                         |
| 6 de abril de 2011       | Toronto                  | Canadá         | Kool Haus                             |
| 12 de abril de 2011      | Boston                   | Estados Unidos | House of Blues                        |
| 13 de abril de 2011      | Nueva York               | Estados Unidos | Roseland Ballroom                     |
| 15 de abril de 2011      | Williamsport             | Estados Unidos | LC Recreation Center                  |
| 16 de abril de 2011      | Clarion                  | Estados Unidos | Tippin Gym                            |
| 19 de abril de 2011      | Charlotte                | Estados Unidos | The Fillmore Charlotte                |
| 20 de abril de 2011      | Atlanta                  | Estados Unidos | The Tabernacle                        |
| 22 de abril de 2011      | Orlando                  | Estados Unidos | House of Blues                        |
| 23 de abril de 2011      | Orlando                  | Estados Unidos | House of Blues                        |
| 25 de abril de 2011      | Tulsa                    | Estados Unidos | Brady Theater                         |
| 26 de abril de 2011      | Dallas                   | Estados Unidos | House of Blues                        |
| 29 de abril de 2011      | Houston                  | Estados Unidos | Verizon Wireless Theater              |
| 30 de abril de 2011      | Memphis                  | Estados Unidos | Tom Lee Park                          |
| 3 de mayo de 2011        | Reno                     | Estados Unidos | Grand Theatre                         |
| 4 de mayo de 2011        | San Francisco            | Estados Unidos | Warfield Theatre                      |
| 6 de mayo de 2011        | Los Ángeles              | Estados Unidos | Hollywood Palladium                   |
| 7 de mayo de 2011        | Las Vegas                | Estados Unidos | Pearl Concert Theater                 |
| 13 de mayo de 2011       | Chula Vista              | Estados Unidos | Cricket Wireless Amphitheatre         |
| 14 de mayo de 2011       | Los Ángeles              | Estados Unidos | Staples Center                        |
| 15 de mayo de 2011       | West Sacramento          | Estados Unidos | Raley Field                           |
| Europa                   |                          |                |                                       |
| 23 de junio de 2011      | Pilton                   | Inglaterra     | Worthy Farm                           |
| 24 de junio de 2011      | Pilton                   | Inglaterra     | Worthy Farm                           |
| 1 de julio de 2011       | Rotselaar                | Bélgica        | Werchter Festival Grounds             |
| 3 de julio de 2011       | Birmingham               | Inglaterra     | O2 Academy Birmingham                 |
| 6 de julio de 2011       | Karlskoga                | Suecia         | Putte I Parken Festival Grounds       |
| 9 de julio de 2011       | Kinross                  | Escocia        | Balado                                |
| 11 de julio de 2011      | Mánchester               | Inglaterra     | Manchester Apollo                     |
| 13 de julio de 2011      | Londres                  | Inglaterra     | HMV Hammersmith Apollo                |
| Norteamérica             |                          |                |                                       |
| 26 de julio de 2011      | Harrington               | Estados Unidos | Wilmington Trust Grandstand           |
| 28 de julio de 2011      | Columbus                 | Estados Unidos | Celeste Center                        |
| 30 de julio de 2011      | Duluth                   | Estados Unidos | Arena at Gwinnett Center              |
| 31 de julio de 2011      | Nashville                | Estados Unidos | Nashville Municipal Auditorium        |
| 2 de agosto de 2011      | The Woodlands            | Estados Unidos | Cynthia Woods Mitchell Pavilion       |
| 3 de agosto de 2011      | Cedar Park               | Estados Unidos | Cedar Park Center                     |
| 4 de agosto de 2011      | Dallas                   | Estados Unidos | Gexa Energy Pavilion                  |
| 7 de agosto de 2011      | Miami                    | Estados Unidos | Bayfront Park Amphitheater            |
| 9 de agosto de 2011      | Raleigh                  | Estados Unidos | Raleigh Amphitheater                  |
| 10 de agosto de 2011     | Charlotte                | Estados Unidos | Time Warner Cable Uptown Amphitheatre |
| 12 de agosto de 2011     | Uncasville               | Estados Unidos | Mohegan Sun Arena                     |
| 13 de agosto de 2011     | Saint-Jean-sur-Richelieu | Canadá         | Parc Pierre-Trahan                    |
| 14 de agosto de 2011     | Toronto                  | Canadá         | Molson Amphitheatre                   |
| 16 de agosto de 2011     | Boston                   | Estados Unidos | Bank of America Pavilion              |
| 17 de agosto de 2011     | Filadelfia               | Estados Unidos | Festival Pier at Penn's Landing       |
| 20 de agosto de 2011     | Wantagh                  | Estados Unidos | Nikon at Jones Beach Theater          |
| 21 de agosto de 2011     | Fairfax                  | Estados Unidos | Patriot Center                        |
| 23 de agosto de 2011     | Indianápolis             | Estados Unidos | The Lawn at White River State Park    |
| 24 de agosto de 2011     | Chicago                  | Estados Unidos | Charter One Pavilion                  |
| 25 de agosto de 2011     | Ciudad de México         | México         | Auditorio Nacional                    |
| 26 de agosto de 2011     | Clarkston                | Estados Unidos | DTE Energy Music Theatre              |
| 30 de agosto de 2011     | Saint Paul               | Estados Unidos | Roy Wilkins Auditorium                |
| 31 de agosto de 2011     | Council Bluffs           | Estados Unidos | Mid-America Center                    |
| 2 de septiembre de 2011  | Kansas City              | Estados Unidos | Starlight Theatre                     |
| 3 de septiembre de 2011  | Broomfield               | Estados Unidos | 1stBank Center                        |
| 6 de septiembre de 2011  | Calgary                  | Canadá         | Scotiabank Saddledome                 |
| 7 de septiembre de 2011  | Edmonton                 | Canadá         | Rexall Place                          |
| 9 de septiembre de 2011  | Vancouver                | Canadá         | Rogers Arena                          |
| 10 de septiembre de 2011 | Seattle                  | Estados Unidos | WaMu Theatre                          |
| 11 de septiembre de 2011 | Portland                 | Estados Unidos | Theater of the Clouds                 |
| 14 de septiembre de 2011 | San Francisco            | Estados Unidos | Bill Graham Civic Auditorium          |
| 20 de septiembre de 2011 | Phoenix                  | Estados Unidos | Comerica Theatre                      |
| Sudamérica               |                          |                |                                       |
| 28 de septiembre de 2011 | São Paulo                | Brasil         | Via Funchal                           |
| 29 de septiembre de 2011 | Río de Janeiro           | Brasil         | Parque Olímpico Cidade do Rock        |

Notas
1. 1 2 3 4 5  Estos conciertos fueron parte de "Future Music Festival".[7]
2. ↑  Este concierto fue parte de Beale Street Music Festival[9]
3. ↑  Este concierto fue parte de Channel 93.3 Summer Kickoff[10]
4. ↑  Este concierto fue parte de Wango Tango[11]
5. ↑  Este concierto fue parte de Endfest[12]
6. 1 2  Este concierto fue parte de Glastonbury Festival[14]
7. ↑  Este concierto fue parte de Rock Werchter[15]
8. ↑  Este concierto fue parte de Putte i Parken Festival[16]
9. ↑  Este concierto fue parte de T in the Park[14]
10. ↑  Este concierto fue parte de Wilmington Trust Grandstand Concert Series[18]
11. ↑  Este concierto fue parte de Ohio State Fair[19]
12. ↑  Este concierto fue parte de International Balloon Festival of Saint-Jean-sur-Richelieu[20]
13. ↑  Este concierto fue parte de 1-800-Quit-Now Concert Series[21]
14. ↑  Este concierto fue parte de MTV World Stage Mexico[22]
15. ↑  Este concierto fue parte de Rock in Rio[23]